# Kaplica św. Mateusza „Iż-Żgħir” w Qrendi
Kaplica św. Mateusza (mniejsza), popularnie znana jako San Mattew Iż-Żgħir (malt. Il-Kappella ta' San Mattew Iż-Żgħir, ang. Chapel of St Matthew the smaller) – jest to mała średniowieczna rzymskokatolicka kaplica, stojąca u boku większego kościoła pod tym samym wezwaniem, na brzegu zapadliska, znanego jako il-Maqluba w Qrendi na Malcie.

## Historia

### Początki i legenda

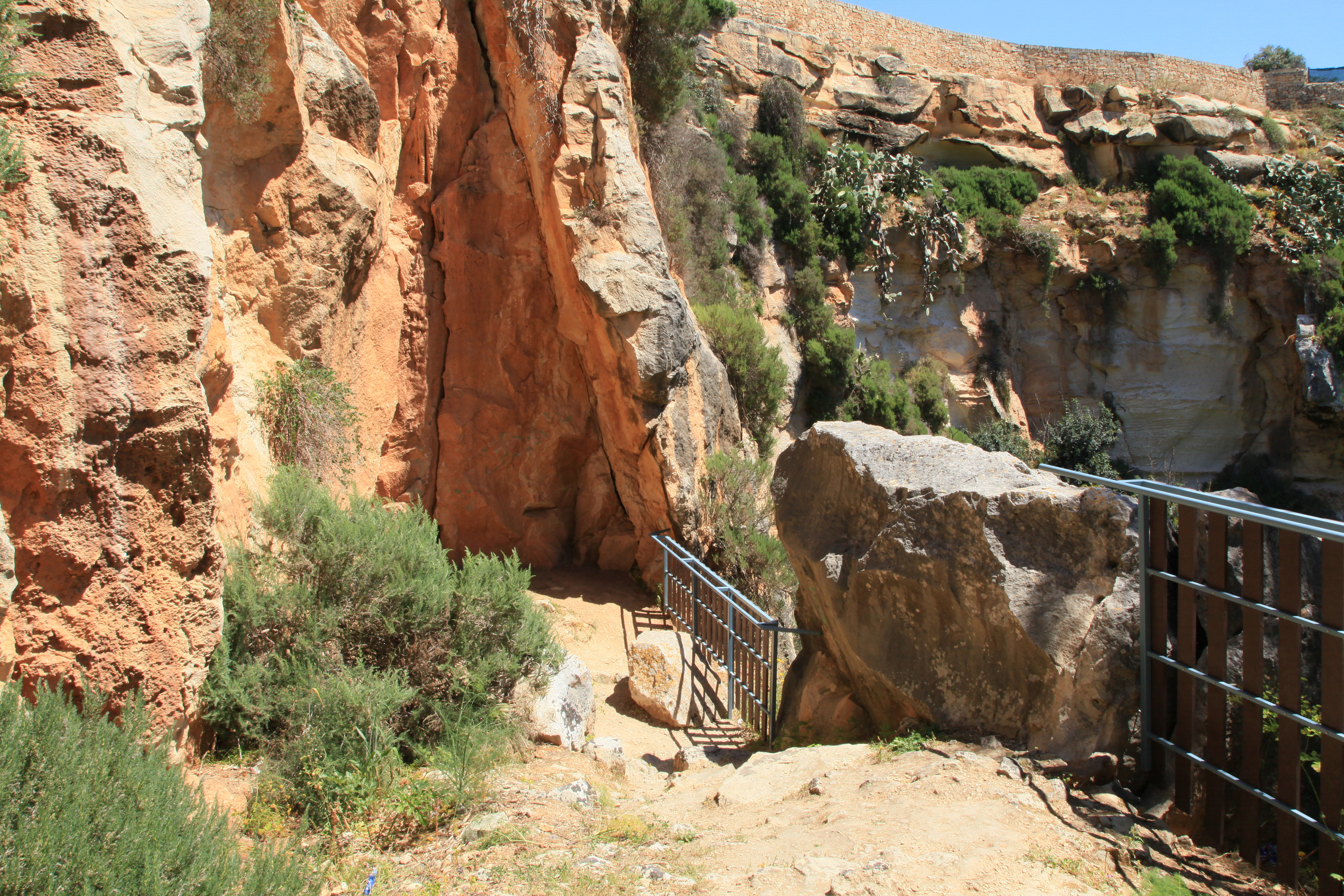
Zapadlisko Maqluba

Kaplica św. Mateusza istnieje od co najmniej XIV wieku, choć można datować jej początki na wiek XIII lub nawet XI. Jest ona wspomniana w miejscowej legendzie, której akcja miała miejsce w 1343 roku. Istnieją różne wersje tej legendy, jedna z nich mówi, że wszyscy ludzie z małej wioski obok kaplicy żyli w grzechu, i pewnego dnia cała wioska zapadła się pod ziemię. W miejscu wioski powstał duży dół. Jedynym budynkiem, który ocalał przed zagładą, była kaplica św. Mateusza, w której w tym czasie przebywała stara pobożna kobieta. Jednak najprawdopodobniej ten wielki dół, wgłębienie, znane jako il-Maqluba, na brzegu którego stoi kaplica, powstało w wyniku gwałtownej burzy, oraz prawdopodobnie również trzęsienia ziemi, które dotknęły wyspę 23 listopada 1343.

### Pierwsze wzmianki
Niemniej jednak, kaplica ta nie została wymieniona w raporcie biskupa De Mello z roku 1436, jako istniejąca w tamtym czasie. Należy jednak zauważyć, że raport wymieniał jedynie kościoły parafialne, prebendy, kanonie i beneficja, dlatego ta mała kaplica mogła tam nie być uwzględniona. Kaplica św. Mateusza jest natomiast już wymieniona w raporcie biskupa Pietro Dusiny, sporządzonym podczas jego wizyty apostolskiej na Malcie w roku 1575. Dusina opisuje, że kaplica wyposażona była we wszystkie niezbędne środki do sprawowania posługi duszpasterskiej. Do roku 1618 kaplica należała do parafii Żurrieq, po ustanowieniu osobnej parafii w Qrendi, przeszła pod jej zarząd.

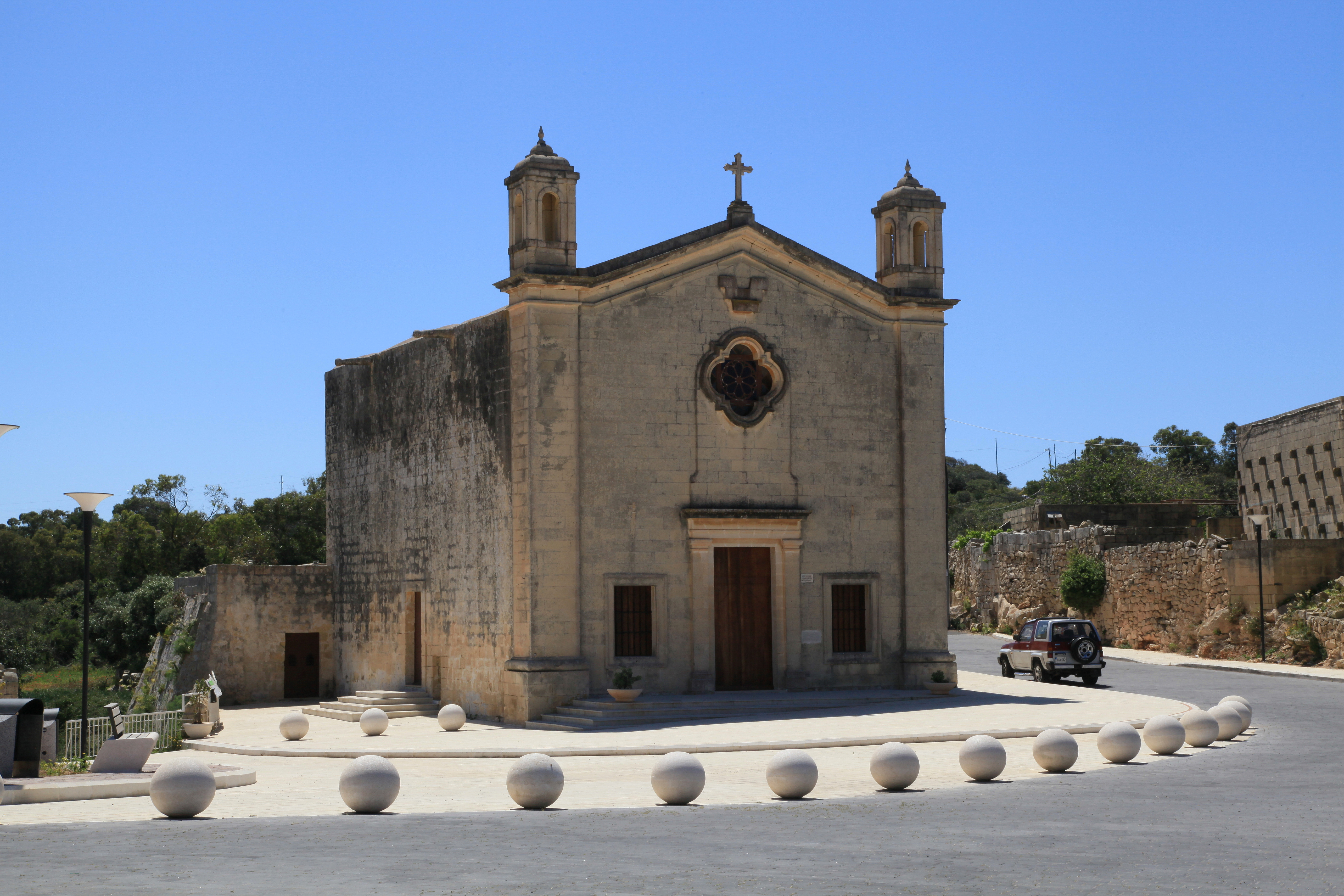
Kaplica św. Mateusza (z lewej) przylega do większego kościoła św. Mateusza.

### Budowa większego kościoła
Ponieważ w latach 1674–1682 obok kaplicy zbudowany został większy kościół, mała kaplica została połączona z nim, oraz z zakrystią, schodami. Wynikiem zbudowania schodów było znacznie zmniejszenie jej powierzchni. Biorąc pod uwagę różnicę wielkości pomiędzy kościołem i kaplicą, fakt domniemanych pochówków w kaplicy (co nie było rzadkością w średniowieczu), oraz fizyczną różnicę poziomów pomiędzy świątyniami (do kaplicy z kościoła schodzi się schodami), to wszystko być może zapoczątkowało błędne nazywanie kaplicy kryptą. Jednakże Pietro Dusina określa ją mianem  Ecclesiam ruralis (kościół wiejski), i nie wspomina o jakiejkolwiek krypcie.

## Architektura kaplicy
Kaplica z zewnątrz wygląda bardzo prosto. Zbudowana została na planie prostokąta, z gładką fasadą, mieszczącą drewniane drzwi bez dekoracji. Na jej szczycie znajdowała się mała dzwonnica typu bell-cot, co widać na zdjęciu z 1934 roku. W roku 1942, kiedy duży kościół został znacznie uszkodzony podczas nalotu bombowego, dzwonnica ta została również zniszczona; nigdy jej nie odbudowano. Wschodnia ściana kaplicy, stojąca na brzegu zapadliska, wsparta jest przyporą, w której znajduje się okno. 

## Wnętrze

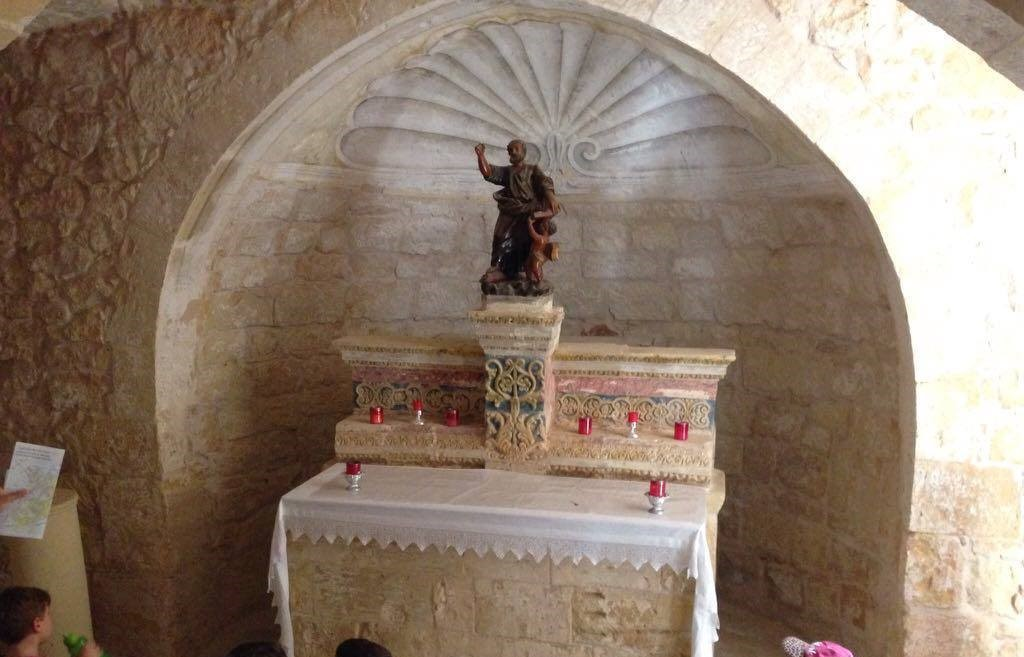
Wnętrze kaplicy.

Wnętrze krypty ma prostokątny kształt, całość wspiera się na ostro zakończonych łukach, typowych dla średniowiecznych kościołów na Malcie. Ołtarz znajduje się w małej apsydzie, ozdobionej dobrze zachowanym freskiem muszli. Ten chrześcijański symbol prawdopodobnie pochodzi z XVII wieku.
Ołtarz, który jest wyrzeźbiony i udekorowany lokalnym wapieniem globigerynowym, opatrzony jest datą 1897. Nad nim góruje terakotowa figura św. Mateusza. W kaplicy podobno znajdował się obraz jej patrona, lecz teraz nie jest możliwe jego zlokalizowanie.

## Kaplica dzisiaj
Kaplica św. Mateusza jest w bardzo dobrym stanie, i jest dostępna, kiedy przylegający kościół św. Mateusza jest otwarty. Nie prowadzi się w niej żadnej aktywności religijnej, gdyż wszystko odbywa się w dużym kościele.

## Fiestaśw. Mateusza
Liturgiczny dzień św. Mateusza Ewangelisty przypada na 21 września. W przeszłości święto to było uroczyście obchodzone w kościele „San Mattew tal-Maqluba il-Kbir”. Po uroczystościach religijnych wiele osób ucztowało, kupowano statuetki i gliniane figurki różnych świętych. Dzisiaj święto to nadal odbywa się we wrześniu, zwykle po niedzielnej liturgii, ale w nieco mniejszej skali. Uroczystość organizowana jest przez jedno z dwóch towarzystw muzycznych w Qrendi. Świątynia udekorowana jest adamaszkiem i światłami. Mieszkańcy tłumnie uczestniczą w tym naprawdę pięknym maltańskim święcie.

## Ochrona dziedzictwa kulturowego
Kaplica, wraz z przylegającym doń kościołem św. Mateusza, została umieszczona 23 września 2013 na liście National Inventory of the Cultural Property of the Maltese Islands pod numerem 1788.